# Panophrys baishanzuensis
Panophrys baishanzuensis is een kikker uit de familie Megophryidae en werd voor het eerst wetenschappelijk beschreven door Wu, Li, Liu, Wang en Wu in 2020. De soort komt endemisch voor in het Baishanzu Nationaal Natuur Reservaat in het arrondissement Qingyuan County in het zuiden van de provincie Zhejiang, China, op een hoogte van 1537 meter boven het zeeniveau. 